# Trasierra
Trasierra là một đô thị trong tỉnh Badajoz, Extremadura, Tây Ban Nha. Theo điều tra dân số 2007 (INE), đô thị này có dân số là 693 người.